# Dama z jednorożcem (obraz Rafaela)
Dama z jednorożcem (wł. Ritratto di dama con liocorno) – namalowany przez Rafaela renesansowy portret olejny na desce, przedstawiający młodą kobietę trzymającą jednorożca, przechowywany w Galerii Borghese w Rzymie.
Autorstwo obrazu było przypisywane Pietrowi Peruginowi. Sam obraz miał przedstawiać Katarzynę z Aleksandrii. W 1916 roku Giulio Cantarlamessa odkrył, że obraz pierwotnie miał inny wygląd, a niektóre elementy domalowano w latach późniejszych. Na podstawie prześwietlenia obrazu promieniowaniem rentgenowskim w 1935 roku odkryto postać jednorożca. W tym samym roku przeprowadzono renowację obrazu. Podczas prac usunięto koło zębate, palmę męczenniczki (symbole męczeńskiej śmierci) i płaszcz. W 1928 roku twórcą obrazu okazał się Rafael, który namalować miał go w latach 1505–1506.
Nie wiadomo, kto pozował do obrazu. Wskazywana była m.in. Maddalena Strozzi, która w 1503 wyszła za mąż za Angela Doniego, w 1505 była zaś malowana przez Rafaela. Równie niejednoznaczna jest symbolika dzieła. Jednorożec prawdopodobnie symbolizuje czystość dziewiczą.
Malując obraz Rafael naśladował ujęcie zaprezentowane przez Leonarda da Vinci w Mona Lisie. Dostrzegalne są również wpływy twórczości Perugina i Piera della Francesci.